# St. Bernward (Börßum)

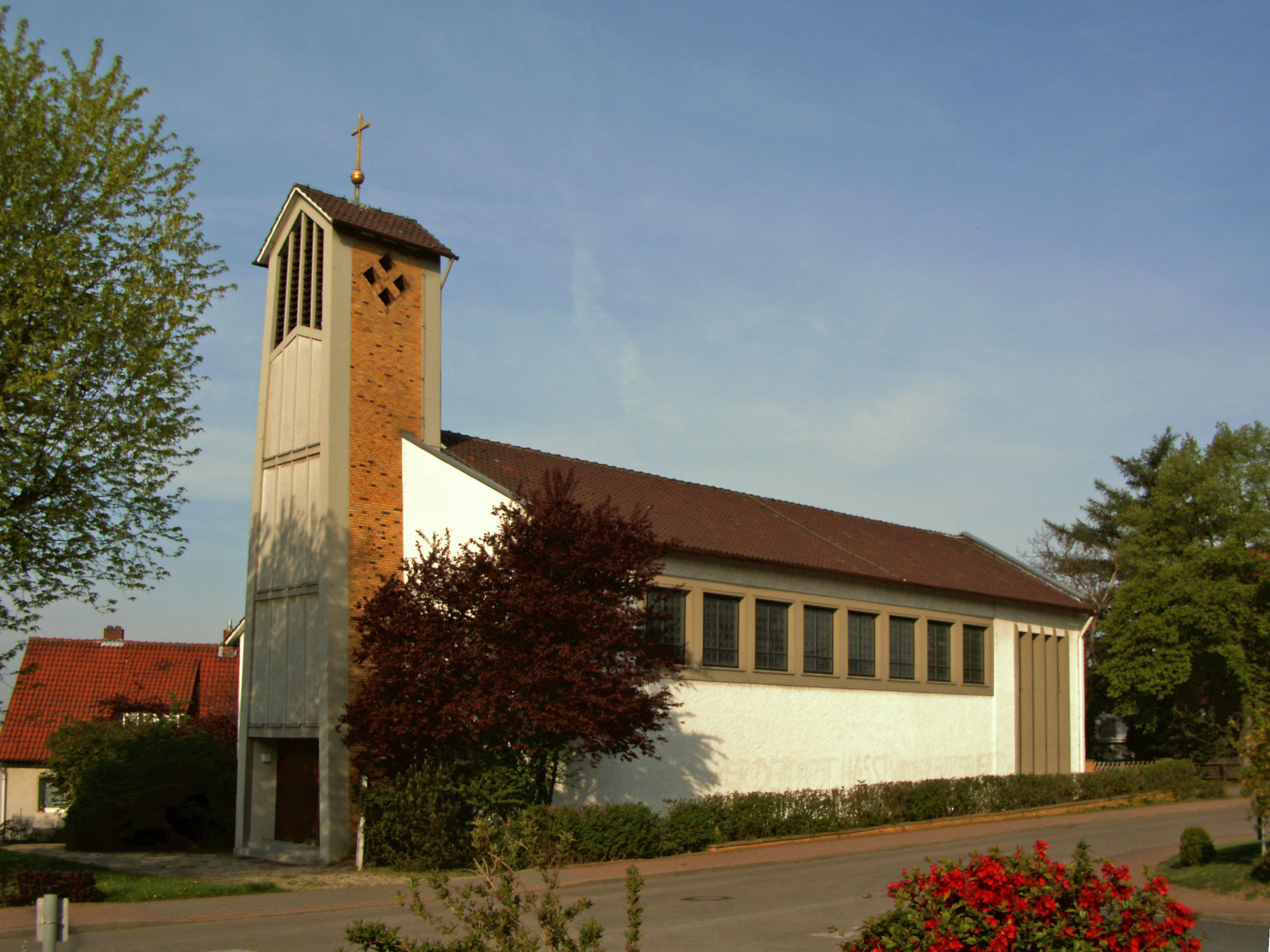
St.-Bernward-Kirche (2009)

Die Kirche Sankt Bernward war die katholische Kirche in Börßum, einer Gemeinde im Landkreis Wolfenbüttel in Niedersachsen. Sie gehörte zuletzt zur Pfarrgemeinde St. Petrus mit Sitz in Wolfenbüttel, im Dekanat Braunschweig des Bistums Hildesheim. Die nach dem heiligen Bernward von Hildesheim benannte Kirche befand sich in der Straße Oderblick 12 (Ecke Mühlenweg). Heute befindet sich die nächstgelegene katholische Kirche im zwei Kilometer entfernten Heiningen.

## Geschichte
Nachdem sich in Folge des Zweiten Weltkriegs auch in der seit der Reformation evangelischen Gegend um Börßum katholische Flüchtlinge und Heimatvertriebene niedergelassen hatten, wurden zunächst in Hornburg und Semmenstedt Pfarrvikarien gegründet.
1954 entstand die katholische Kuratie Börßum durch Vereinigung der beiden Pfarrvikarien Hornburg und Semmenstedt. 1959 wurde der Grundstein für die St.-Bernward-Kirche gelegt, und am 10. April 1960 folgte ihre Konsekration durch Bischof Heinrich Maria Janssen. Pläne, auf einem gegenüberliegenden Grundstück (Mühlenweg 5) ein Gemeindezentrum zu bauen, wurden nicht realisiert. Am 1. November 2006 wurde die bisher selbstständige Pfarrgemeinde St. Bernward, die zu diesem Zeitpunkt etwa 500 Mitglieder umfasste, aufgelöst und der Pfarrgemeinde St. Petrus in Wolfenbüttel angeschlossen.
Am 20. November 2011 wurde die Kirche durch Domkapitular Adolf Pohner profaniert, das Kirchengebäude wurde zum Verkauf angeboten. Da sich mehrere Jahre lang kein Käufer fand, war um 2016 der Abriss des Kirchengebäudes und der Bau von zwei freistehenden Einfamilienhäusern auf dem Grundstück geplant. Zunächst wurde das ehemalige Pfarrhaus verkauft, um 2018 fand auch das Kirchengebäude einen Käufer.

## Architektur und Ausstattung
Die in rund 105 Meter Höhe über dem Meeresspiegel gelegene Kirche entstand nach Plänen von Josef Fehlig, ausgeführt als Langhauskirche mit eingezogenem Eingangsturm. Die Innengestaltung erfolgte durch Franz Pauli, die von ihm geschaffenen Buntglasfenster gingen an die 2012 eröffnete Kinderkrippe St. Ansgar in Wolfenbüttel (Waldenburger Straße).